# Česnovke
Česnovke (znanstveno ime Mycetinis) so rod gliv iz družine livkarjevk (Omphalotaceae).

## Značilnosti
Ta skupina gliv je bila dolgo uvrščena v rod sehlic (Marasmius), kar pomeni, da ima vsaka od vrst sinonim za Marasmius. Od sehlic se razlikujejo po kožici klobuka, ki je sestavljena iz gladkih celic s hifami, ki ne kažejo dekstrinoidne reakcije. Vse vrste imajo značilen vonj po česnu.
Študije DNK so pokazale, da je skupina bolj povezana z rodom korenovcev (Gymnopus) kot z sehlicami (Marasmius), vendar se domneva, da posebna struktura kožice klobuka upravičuje ločitev na ravni rodu. Nova filogenetska klasifikacija tudi pomeni, da skupina pripada družini livkarjevk (Omphalotaceae) namesto sehličark (Marasmiaceae).

## Seznam česnovk Slovenije[5]
- dolgobetna česnovka (Mycetinis alliaceus)
- porova česnovka (Mycetinis prasiosmus)
- začimbna česnovka (Mycetinis scorodonius)